# Sandbergwerk Blauhorn
Das Sandbergwerk Blauhorn (auch Blauhornbergwerk, Blauhornkeller) liegt in der baden-württembergischen Stadt Ellwangen im Ostalbkreis. Es wurde untertägig Bau- und Reinigungssand abgebaut. Mit einer Gesamtlänge von rund 630 Metern bis 650 Metern ist es das einzige zugängliche große Sandbergwerk im süddeutschen Raum. Unter der Bezeichnung Blauhornkeller ist das Bergwerk als Kulturdenkmal in die Denkmalliste von Ellwangen aufgenommen.

## Geographie

### Lage
Der Eingang des Bergwerkes befindet sich in Ellwangen am Rübezahlweg, westlich der Jagst und damit rund 1,2 Kilometer westlich des Stadtzentrums. Unmittelbar an der Straße geht der Stollen in nordwestlicher Richtung in den Hang hinein. Nach dem Eingang schließen sich fünf Kammern an, die rund 70 Meter lang und 5 Meter breit sind.

### Geologie
Aus dem Oberen Stubensandstein wurde ein weißer Quarzsand gewonnen.

## Geschichte
Die Familie Blauhorn, die auch Namensgeber des Bergwerkes ist, hatte hier von 1900 bis 1929 Sand abgebaut.
Der Felsensand war relativ leicht abzubauen, zum Einsatz kamen lediglich Pickel und Doppelhaue. Sprengungen wurden nicht vorgenommen. Das Material wurde mit Loren ins Freie transportiert und dort weiter zerkleinert und gesiebt. Der weitere Transport des Sandes zum Verkauf erfolgte mit Handkarren und Pferdefuhrwerken in die Stadt und das weitere Umland. Per Bahn wurde der Sand teilweise bis in den Raum Heilbronn verschickt.
Während des Zweiten Weltkrieges wurden die Stollen als Luftschutzbunker genutzt. Rund 450 Personen gehörten der Schutzgemeinschaft Haller Straße an. Nach dem Krieg wurde der Stolleneingang zugeschüttet um Unfällen im Bergwerk vorzubeugen.
Der Naturschutzbund Deutschland (NABU) legte Anfang der 1990er-Jahre für den Schutz von Fledermäusen den Stolleneingang wieder frei und machte das Bergwerk wieder zugänglich. Das Bergwerk ist mittlerweile im städtischen Besitz und wird teils für Höhlenbesichtigungen in der fledermausfreien Zeit touristisch erschlossen und ist Teil des Ellwanger Felsenkellerwegs.
Weiter ist das Bergwerk eine Station des Hariolf-Rundweges, der 2014 vom Hariolf-Gymnasium in Ellwangen entwickelt wurde.